# Emil von Qvanten
Emil von Qvanten (født 22. august 1827, død 5. december 1903) var en finsk-svensk digter.
Han var af gammel tysk adelslægt, som indvandrede til Finland og blev adlet i Sverige. Som 16-årig udsendte han sammen med en kammerat en poetisk kalender "Lärkan", et nyt bind udkom fire år efter. På grund af sygdom måtte han dog i flere år opholde sig i udlandet, og først i 1857 lykkedes det ham at blive svensk undersåt. I Finland kunne han ikke tage ophold, fordi han i 1855 under pseudonym havde udgivet et skrift, hvori han udtalte, at svenskerne, mens Rusland under Krimkrigen var optaget andetsteds, burde forbinde sig med finnerne, for at de to lande kunne forene sig under en konge og fælles rigsdag. I et større skrift "Finska förhällanden" (1857—61) taler han endnu stærkere og hævder stadig nødvendigheden af Finlands forening med Sverige. Han var også en begejstret tilhænger af Skandinavismen og ønskede, at Finland skulle tiltræde den. Ved Danmarks krig i 1864 stod han på samme standpunkt med hensyn til bistand som kong Karl XV, der i årene 1864—72 havde ansat ham som sin bibliotekar.
Hans første digtsamling fra 1851 bestod af formfuldendte, melodiske vers. I 1859 udgav han en ny samling "Lyriska dikter", og disse to samlinger forbedrede han 1880 i "Dikter, nya og gamla". Hans digte er prægede af trofast fædrelandskærlighed (mest elsket blev hans meget smukke "Suomis sang") og sværmerisk romantisk naturbetragtning. I 1882 udgav han en samling svenske folkeviser: "Sveriges skönaste folkvisor". Under sit Stockholmsophold skrev han i forskellige blade litteraturhistoriske afhandlinger, af hvilke kan nævnes: "Några anmärkningar vid Helmholtz’ vokalläre" fra 1877.
von Qvanten var gift med Aurora Magdalena, født Örnberg, som fik udgivet en række romaner og oversat et større antal.

## Værker
- Lärkan, 1844 ja 1849
- Dikter, 1851
- Lyriska dikter, 1859,
- Dikter, nya och gamla, 1880
- Sveriges skönaste folkvisor, 1882
- Fyra sagodikter, 1900
- Fennomani och skandinavism, 1855, salanimellä Peder Särkilax